# Ermida de São José

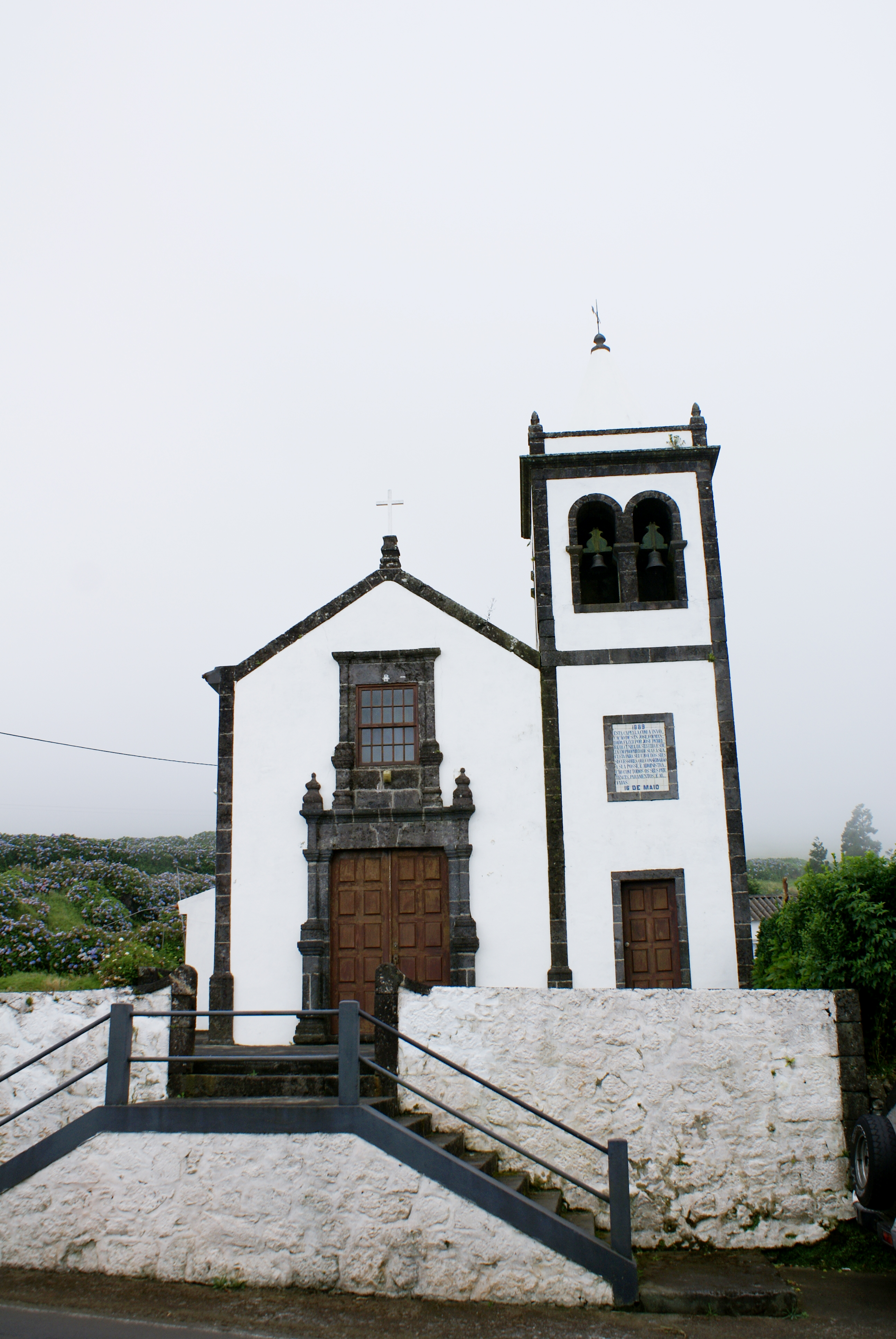
Ermida de São José, Fachada.

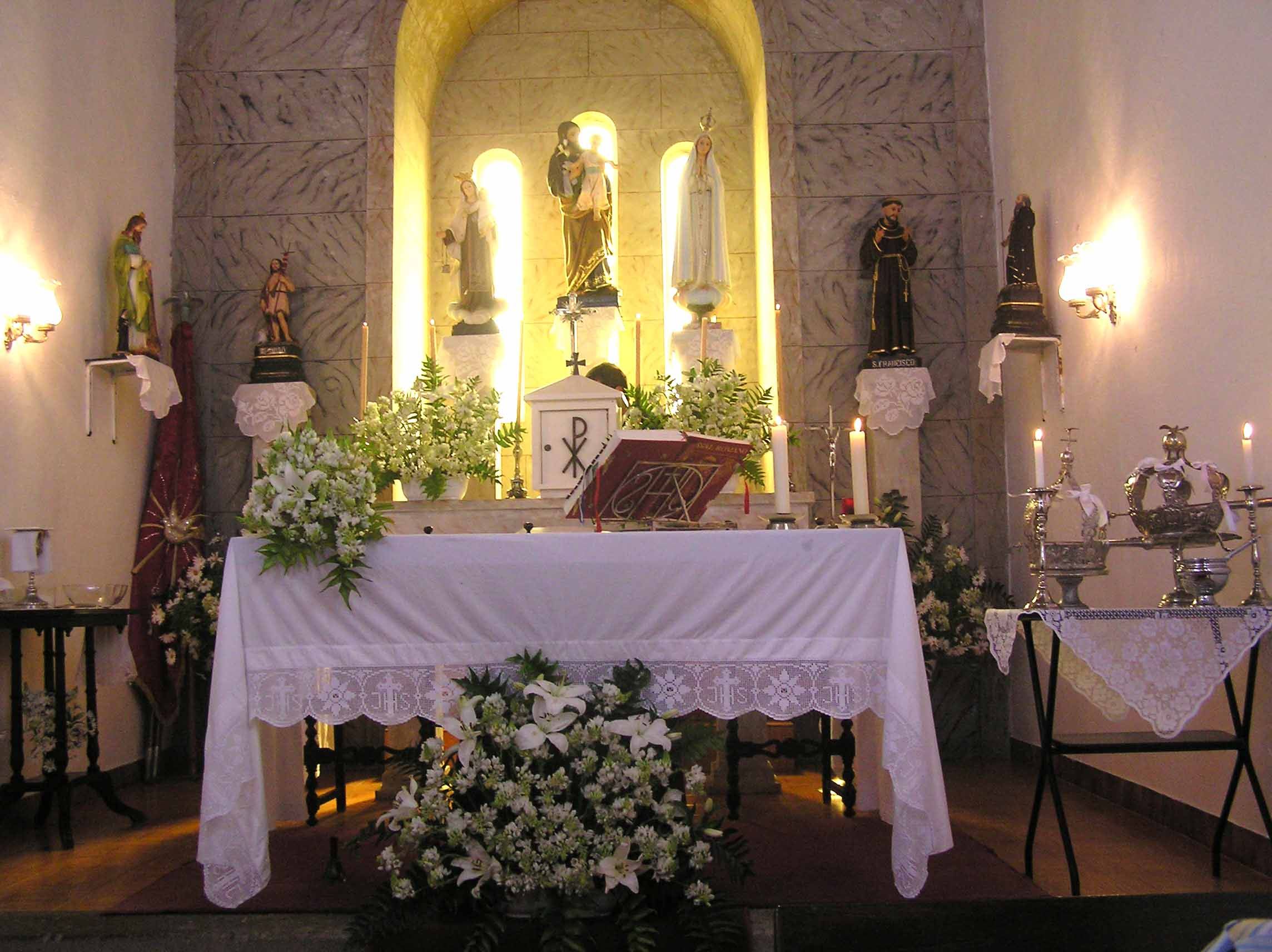
Ermida de São José, Toledo.

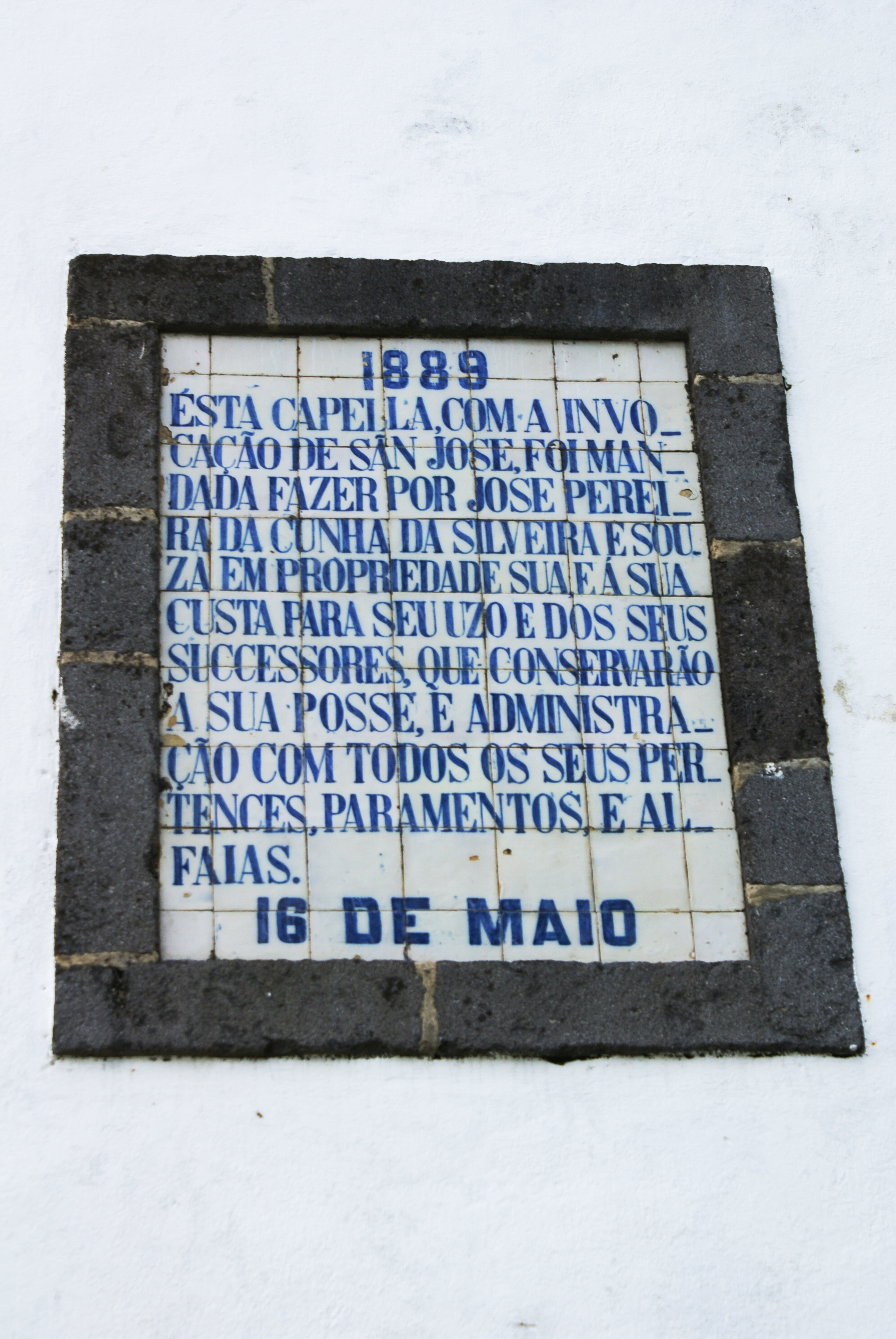
Memorial, Ermida de São José.

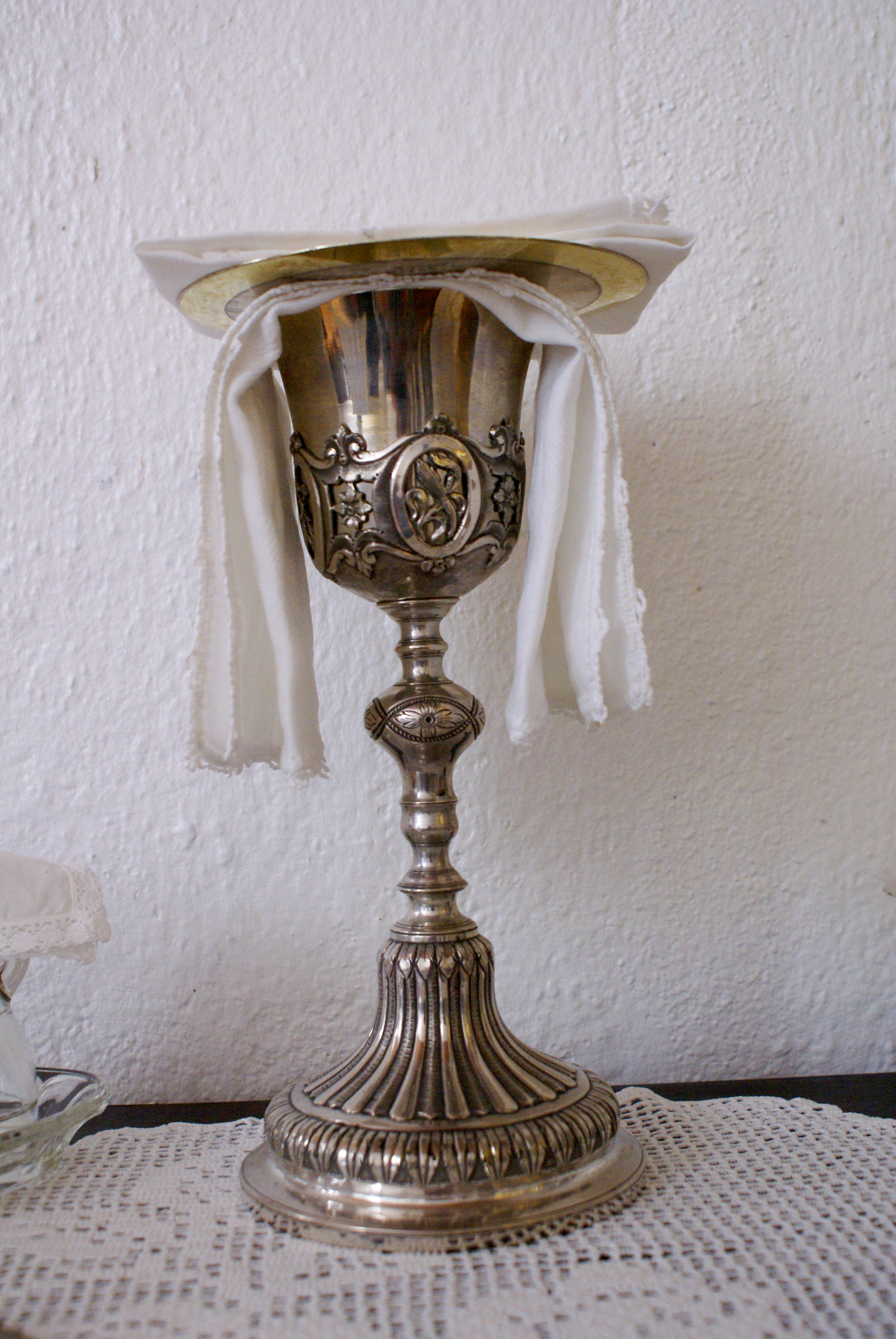
Ermida de São José, cálice em prata.

A Ermida de São José é uma ermida portuguesa localizada na localidade de Toledo, concelho de Velas, na ilha açoriana de São Jorge.
A fundação desta ermida deve-se ao rico proprietário da ilha de São Jorge, Dr. José Pereira da Cunha da Silveira e Sousa. A ideia de uma tal edificação foi-lhe sugerida em 1862 em virtude do lugar do Toledo, nome que certamente provem do por ali ter vivido algum espanhol da localidade espanhola do mesmo nome, ser muito distante da igreja paroquial e também do cemitério, localizados na freguesia de Santo Amaro, local ao qual este curato pertence.
Comprado o terreno em local propício à construção do templo, foi a primeira pedra lançada festivamente no dia 13 de Junho de 1876.
A obra, sob a responsabilidade dos mestres canteiros Miguel, responsável pelo corpo da igreja e o filho deste, Raul, responsável pela torre sineira, ambos originários da ilha do Pico, durou relativamente pouco, mas a ermida invocada a São José, patrono do seu amor, esteve durante alguns anos, sem que  nela se celebrasse missa, pois que a primeira missa dita no seu altar decorreu no dia 16 de Maio de 1889.
Nesse dia, o referido Dr. Cunha da Silveira  procedeu à inauguração, de uma lápide que, colocada abaixo da sineira, da torre, contém a seguinte instrução:
"1889. Esta capela, com. a  invocação de São José, foi mandada fazer por José Pereira da Cunha da Silveira e Sousa, em propriedade sua, e à sua custa para seu uso e dos seus sucessores que conservarão; a posse e a administração com todos os seus pertences, paramentos e alfaias 16 de Maio".
Por diligência do Dr. José Pereira da Cunha da Silveira e Sousa, foi por decreto de 31 de Outubro de 1859, publicado no Diário do Governo de 2 de Novembro permitida a constituição dum curato no Toledo, com sede na capela de São José tendo o cura uma côngrua para seu sustento.

## Cronologia
- 1859 - 31 de Outubro, por força de decreto e por diligência do Dr. José Pereira da Cunha da Silveira e Sousa, é publicado em Diário do Governo de 2 de Novembro do mesmo ano a criação do Curato do Toledo com efeitos a 31 de Outubro.
- 1876 - É criado o Império do Espírito Santo de Toledo.
- 1876 - 13 de Junho, Lançamento da primeira pedra da Ermida de São José.
- 1889 - 16 de maio, É rezada a primeira missa na Ermida de São José.